# 戴公 (召)
戴公（たいこう、? - 紀元前594年）は、春秋時代の召の君主。姫姓召氏。
戴公や毛伯衛は王室の政権を巡って、王孫蘇と争った。魯の宣公15年（紀元前594年）夏、王孫蘇は王子捷に、戴公と毛伯衛を殺させて、桓公を立てた。